# Stephon Tuitt
Stephon Jakiel Tuitt (geboren am 23. Mai 1993 in Miami, Florida) ist ein ehemaliger US-amerikanischer American-Football-Spieler auf der Position des Defensive Ends. Er spielte College Football für die University of Notre Dame und stand acht Jahre lang bei Pittsburgh Steelers in der National Football League (NFL) unter Vertrag.

## College
Tuitt wurde in Miami, Florida, geboren und besuchte die Monroe Area High School in Monroe, Georgia. Ab 2011 ging er auf die University of Notre Dame und spielte College Football für die Notre Dame Fighting Irish. Als Freshman kam er in neun Spielen zum Einsatz und bestritt drei Partien auf der Position des Defensive Tackles als Starter. In den beiden folgenden Jahren war er als Defensive End Stammspieler. Insgesamt stand Tuitt in 35 Spielen für die Fighting Irish auf dem Feld, davon 29-mal als Starter. Dabei erzielte er 127 Tackles und 21,5 Sacks. Nach der Saison 2013 gab Tuitt seine Anmeldung für den NFL Draft bekannt.

## NFL
Tuitt wurde im NFL Draft 2014 in der zweiten Runde an 46. Stelle von den Pittsburgh Steelers ausgewählt. Als Rookie war er zunächst Ersatzspieler, bevor er in den letzten vier Spielen wegen einer Verletzung von Brett Keisel in die Stammformation aufrückte. Am 15. Spieltag gelang ihm gegen die Kansas City Chiefs sein erster Sack in der NFL, zudem konnte er einen Fumble verursachen. Ab der folgenden Spielzeit war Tuitt Stammspieler. Er erzielte 6,5 Sacks in der Saison 2015 und 4 Sacks in der Saison 2016. Vor dem ersten Spieltag der Saison 2017 verlängerte Tuitt seinen Vertrag in Pittsburgh für 60 Millionen Dollar um fünf Jahre. Am sechsten Spieltag der Saison 2019 zog Tuitt sich in der Partie gegen die Los Angeles Chargers eine Brustmuskelverletzung zu, wegen der er für den Rest der Spielzeit ausfiel. Seine bislang beste Saison spielte Tuitt 2020 mit insgesamt elf Sacks. Am achten Spieltag erzielte er neun Tackles, davon drei für Raumverlust, und zwei Sacks gegen die Baltimore Ravens, wofür er als AFC Defensive Player of the Week ausgezeichnet wurde.
Tuitt verpasste den Großteil der Saisonvorbereitung für 2021, nachdem sein Bruder im Sommer bei einem Unfall ums Leben gekommen war. Nach seiner Rückkehr zum Team verletzte Tuitt sich und wurde zu Saisonbeginn auf die Injured Reserve List gesetzt. Er kam 2021 nicht zum Einsatz. Anschließend gab Tuitt am 1. Juni 2022 sein Karriereende bekannt.

### NFL-Statistiken
| Saison                             | Saison | Spiele       | Spiele       | Tackles      | Tackles      | Tackles      | Tackles      | Interceptions | Interceptions | Interceptions | Interceptions | Interceptions | Fumbles      | Fumbles      | Fumbles      |              |
| Jahr                               | Team   | Spiele       | als Starter  | Gesamt       | Solo         | Ast          | Sacks        | PD            | INT           | Yds           | Lng           | TD            | FF           | FR           | TD           |              |
| ---------------------------------- | ------ | ------------ | ------------ | ------------ | ------------ | ------------ | ------------ | ------------- | ------------- | ------------- | ------------- | ------------- | ------------ | ------------ | ------------ | ------------ |
| 2014                               | PIT    | 16           | 4            | 17           | 11           | 6            | 1,0          | 0             | 0             | 0             | 0             | 0             | 1            | 1            | 0            |              |
| 2015                               | PIT    | 14           | 14           | 54           | 39           | 15           | 6,5          | 1             | 1             | 3             | 3             | 0             | 0            | 0            | 0            |              |
| 2016                               | PIT    | 14           | 14           | 38           | 29           | 9            | 4,0          | 3             | 0             | 0             | 0             | 0             | 2            | 0            | 0            |              |
| 2017                               | PIT    | 12           | 12           | 25           | 19           | 6            | 3,0          | 2             | 0             | 0             | 0             | 0             | 1            | 0            | 0            |              |
| 2018                               | PIT    | 14           | 14           | 45           | 27           | 18           | 5,5          | 4             | 0             | 0             | 0             | 0             | 0            | 0            | 0            |              |
| 2019                               | PIT    | 6            | 6            | 22           | 18           | 4            | 3,5          | 0             | 0             | 0             | 0             | 0             | 0            | 0            | 0            |              |
| 2020                               | PIT    | 15           | 15           | 45           | 33           | 12           | 11,0         | 3             | 0             | 0             | 0             | 0             | 2            | 0            | 0            |              |
| 2021                               | PIT    | kein Einsatz | kein Einsatz | kein Einsatz | kein Einsatz | kein Einsatz | kein Einsatz | kein Einsatz  | kein Einsatz  | kein Einsatz  | kein Einsatz  | kein Einsatz  | kein Einsatz | kein Einsatz | kein Einsatz | kein Einsatz |
| Gesamt                             | Gesamt | 91           | 79           | 246          | 176          | 70           | 34,5         | 13            | 1             | 3             | 3             | 0             | 6            | 1            | 0            |              |
| Quelle: pro-football-reference.com |        |              |              |              |              |              |              |               |               |               |               |               |              |              |              |              |